# Jealous (Nick Jonas)
Jealous è un brano musicale pubblicato da Nick Jonas, estratto come secondo singolo dal suo secondo album omonimo di inediti, Nick Jonas e reso vendibile su iTunes Store a partire dall'8 settembre 2014. Il brano è stato scritto dallo stesso Nick Jonas insieme a Simon Wilcox, Tarin Chana e Sir Nolan, ed è stato prodotto da quest'ultimo.
Il singolo ha riscosso un discreto successo nel mercato americano. In Regno Unito ha segnato altissime vendite che lo hanno catapultato alla seconda posizione della graduatoria dei brani più venduti dell'isola britannica. Ha riscontrato una discreta fortuna in Australia in cui le buone vendite hanno permesso al singolo di svettare non aldilà della numero quindici della classifica oceanica. Il remix ufficiale del pezzo, in cui il cantante si divide la scena con Tinashe, è stato reso disponibile al mercato digitale dal 5 novembre 2014.